# Papiro 120

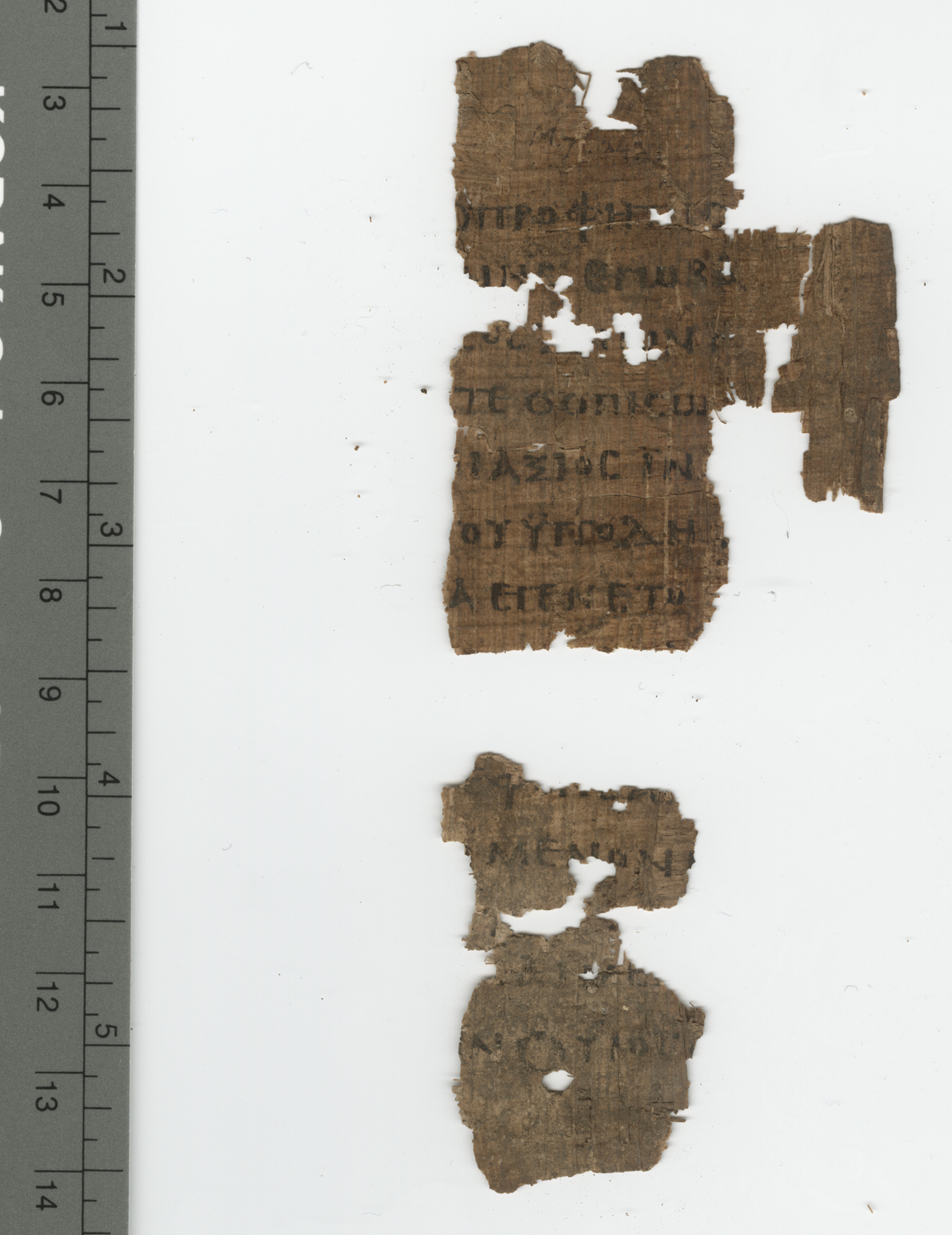
Papiro 120.

El Papiro 120 (en la numeración Gregory-Aland) designado como {\displaystyle {\mathfrak {P}}}120, es una copia antigua de una parte del Nuevo Testamento en griego. Es un manuscrito en papiro del Evangelio de Juan y contiene la parte de Juan 1:25-28,38-44. Ha sido asignado paleográficamente al siglo IV.
El texto griego de este códice es un representante del Tipo textual alejandrino, también conocido neutral o egipcio. Aún no ha sido relacionado con una Categoría de los manuscritos del Nuevo Testamento.
Este documento se encuentra en la biblioteca Sackler de la Universidad de Oxford (Papyrology Rooms, P. Oxy. 4804), en Oxford.

### Lectura recomendada
- R. Hatzilambrou, P. J. Parsons, J. Chapa The Oxyrhynchus Papyri LXXI (London: 2007), pp. 6–9.